# George Stoney
George Johnstone Stoney (15 de febrer de 1826 - 5 de juliol de 1911) va ser un físic anglo-irlandès. És famós principalment per haver introduït el terme electró com la "unitat fonamental de la quantitat d'electricitat". Va introduir el concepte d'electró abans que es descobrís la partícula electró.

Stoney nasqué a Oakley Park, prop de Birr (Offaly), als Midlands d'Irlanda, dins una família anglo-irlandesa establerta allí des de feia anys. Assistí al Trinity College de Dublín. De 1848 a 1852 Stoney treballà d'ajudant de l'astrònom William Parsons, 3rd Earl of Rosse al Birr Castle on Parsons havia construït el telescopi més gran del món en aquella època (de 75 polzades, és a dir, 190,5 cm) i anomenat Leviathan de Parsonstown. El 1893 es traslladà a Londres. Stoney morli a Notting Hill, Londres. Va ser escollit membre de la Royal Society.
Stoney va publicar 75 escrits científics i va fer importants contribucions en la física còsmica i en la teoria dels gasos. El seu treball científic més important va ser el càlcul de la magnitud de l'"àtom d'electricitat". El 1891 proposà el terme electró per descriure la unitat fonamental de càrrega elèctrica, l'electró mateix va ser descobert per J.J. Thomson el 1897.

## L'escala Stoney
L'escala de Planck la considerada més adequada teoria unificada va ser anticipada per George Stoney. L'escala de Stoney, (que implica una escal intermèdia per explicar els efectes a gran escala com la gravetat i els efectes a petita escala com els electromagnètics) comprèn les unitats d'escala de Stoney sobretot de massa però també de longitud, temps, etc.
La massa de Stoney mS (expressada en els termes contemporanis):
{\displaystyle m_{S}={\sqrt {\frac {e^{2}}{4\pi \varepsilon _{0}G}}}={\sqrt {\alpha }}\,m_{P}}
on ε0 és la permitivitat d'espai lliure, e és la càrrega elemental i G és la constant gravitacional, i on α és la constant d'estructura fina i mP és la massa de Planck.
Un cràter d'impacte de Mart i la Lluna reben el seu nom.